# Elvis: That's the way it is
Elvis: That's the way it is (traducido comúnmente como ‘Esto sí es Elvis’, o ‘Elvis Show. Así es como es’) es una película-documental del cantante y actor Elvis Presley producido por MGM y grabado durante sus ensayos y actuaciones en su tercera temporada en Las Vegas, entre los días 4 y 7 (ensayos), y 10, 11, 12, 13 y 14 de agosto (actuaciones), de 1970. 
Dicho documental constituyó la primera película del artista fuera del género de la ficción de las comedias musicales o el drama, desde el comienzo de su carrera cinematográfica en 1956. La película-documental fue lanzada conjuntamente con el álbum musical homónimo de estudio That's the way it is. Si bien Elvis había regresado a las actuaciones en directo en su show televisivo de 1968 conocido como 68 comeback special y en 1969 comenzó una serie de conciertos en Las Vegas del cual surgió su álbum en vivo Elvis in Person at the International Hotel. Elvis: That's the way it is' brindó al espectador una clara visión del potente, enérgico y mágico regreso de Presley a las actuaciones en vivo, tras años de realizar películas en Hollywood.

## En escena
La temporada de verano en Las Vegas comenzó el 10 de agosto de 1970 y la productora MGM, grabó el show correspondiente conjuntamente con los de la noche y medianoche de los días 11, 12, 13 y 14. Elvis interpretó en esos shows muchos de los temas de los que previamente se los había visto ensayando en el documental. Dichos temas incluían:

### Lista de canciones (Versión 1970)
- "Mystery Train"/"Tiger Man" (En vivo)

--Ensayos--
- "Words"
- "The Next Step Is Love"
- "Polk Salad Annie"
- "Crying Time"
- "Love Me"
- "That's All Right Mama"
- "Words"
- "Little Sister"
- "What'd I Say"
- "Stranger In The Crowd"
- "How The Web Was Woven"
- "My Babe Left Me"
- "I Just Can't Help Believin'"
- "You Don't Have to Say You Love Me"
- "You Don't Have to Say You Love Me"
- "Bridge Over Troubled Water"
- "Words"
- "You've Lost That Lovin' Feelin'"
- "Mary In The Morning"
- "Polk Salad Annie"

--Conciertos--
- "That's All Right Mama"
- "I've Lost You"
- "Patch It Up"
- "Love Me Tender"
- "You've Lost That Lovin' Feelin'"
- "Sweet Caroline"
- "I Just Can't Help Believin'"
- "Tiger Man"
- "Bridge Over Troubled Water"
- "Heartbreak Hotel"
- "One Night"
- "Blue Suede Shoes"
- "All Shook Up"
- "Polk Salad Annie"
- "Suspicious Minds"
- "Can't Help Falling in Love"

### Lista de canciones (Versión 2001)
- "Mystery Train"/"Tiger Man" (En vivo)

--Ensayos--
- "You Don't Have to Say You Love Me"
- "That's All Right"
- "Polk Salad Annie"
- "How The Web Was Woven"
- "Little Sister"/"Get Back"
- "Words"
- "My Baby Left Me"
- "Crying Time"
- "Love Me"
- "You Don't Have to Say You Love Me"
- "Twenty Days And Twenty Nights"
- "Bridge Over Troubled Water"
- "Cattle Call/Yodel"
- "Santa Claus Is Back In Town"
- "Words"
- "Mary In The Morning"

--Conciertos--
- "That's All Right"
- "I Got a Woman"
- "Hound Dog"
- "Heartbreak Hotel"
- "Love Me Tender"
- "I Can't Stop Loving You"
- "Just Pretend"
- "The Wonder of You"
- "In the Ghetto"
- "Patch It Up"
- "You've Lost That Lovin' Feelin'"
- "Polk Salad Annie"
- "One Night"
- "Don't Be Cruel"
- "Blue Suede Shoes"
- "All Shook Up"
- "You Don't Have to Say You Love Me"
- "Suspicious Minds"
- "Can't Help Falling in Love"

### Otros segmentos
Elvis Presley asimismo es mostrado en la película, coordinando detalles o disfrutando el tiempo libre con personas de su entorno. Incluso se lo puede ver conduciendo junto a su amigo y personal mánager Joe Espósito, una bicicleta doble, que fue donada al club de fans de Luxemburgo.  El documental contiene diversos segmentos donde pueden apreciarse los comentarios de los fans de Elvis y también la participación como espectadores de varias celebridades de la época, entre las que destacan  Sammy David Jr, Cary Grant, Charo, George Hamilton, Juliete Prowse y Xavier Cugat.

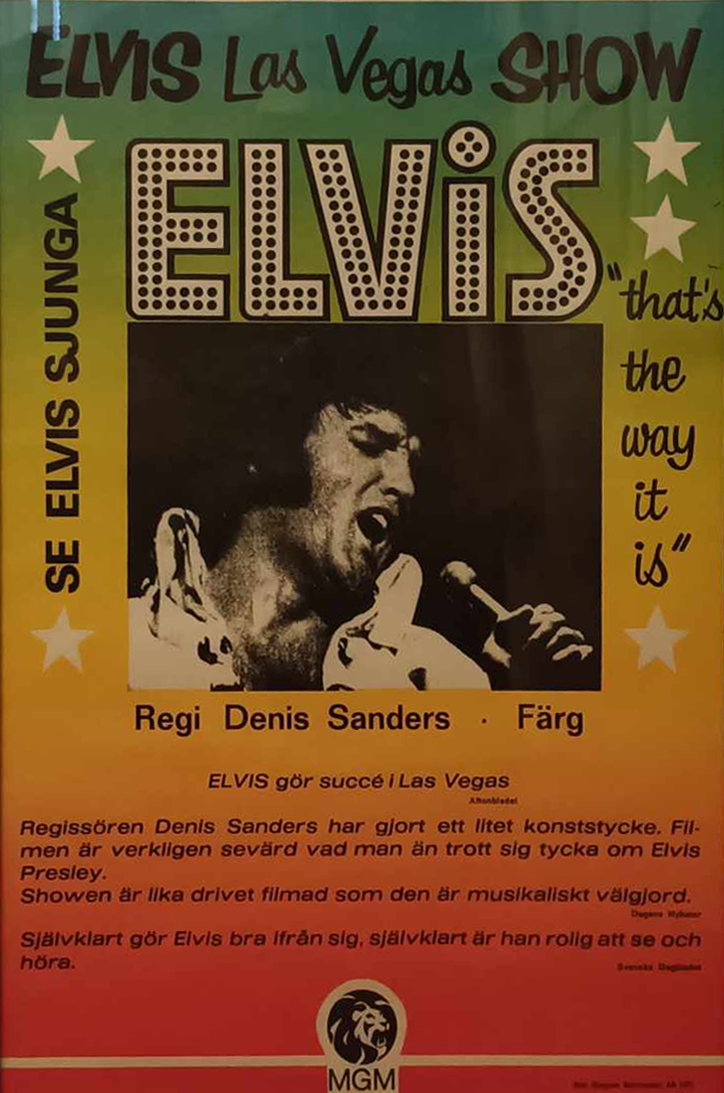
Las Vegas, afiche publicitario de Elvis Presley

## Músicos
- Elvis Presley (Guitarra acústica, eléctrica y piano)

- The Imperials (coros)
  - Terry Blackwood
  - Armond Morales
  - Joe Moscheo
  - Jim Murray
  - Roger Wiles

- The Sweet Inspirations (coros)
  - Estelle Brown
  - Myrna Smith
  - Sylvia Shemmell
  - Ann Williams

- TCB Banda
  - Joe Guercio (director de orquesta)
  - James Burton (guitarra líder)
  - John Wilkinson (guitarra rítmica)
  - Ron Tutt (batería)
  - Jerry Scheff (bajo)
  - Glen D. Hardin (piano)
  - Charlie Hodge (guitarra acústica y coros)

## Críticas
La página Rotten Tomatoes tanto los críticos como la audiencia en general calificaron la película con un índice de aprobación de un 92%. El periódico británico The Guardian puntualizó con 3 estrellas de 5 la versión remasterizada de 2001. Por su parte el sitio IMDb calificó la película-documental con 8 puntos sobre un total de 10.
Parte del material descartado en That's The Way it Is fue usado posteriormente en 1981 para el documental This is Elvis.

## Versión de 2001
En 2001, fue compilada una nueva versión de That's the Way it Is. Esta nueva versión eliminó gran parte del documental original que contenía escenas donde Elvis no aparecía, en favor de agregar algunas interpretaciones adicionales de Elvis, bien sea en ensayos como en actuaciones en vivo. La película-documental resultó finalmente con 12 minutos menos de duración que el original, pero con mayor contenido musical que el mismo, aunque varias interpretaciones incluidas en el primero fueron omitidas (la más notable es la interpretación en concierto de las canciones "I just can't help believin" y "Bridge Over Troubled Water", pese a que en esta reedición se editó el metraje de Elvis ensayando la canción y esmerándose por recordar la letra en escena de la primera).
La versión especial de 2001 fue lanzada el 19 de enero de 2001 cuando hizo su debut mundial en la televisión por cable Turner Classic Movies y producida por Rick Schmidlin.
En agosto de 2007 un DVD doble fue producido por Warner/Turner que contiene tanto la versión reeditada de 2001 y los originales que habían sido cortados. Este nuevo DVD contiene unos 35 minutos extras de interpretaciones adicionales que no habían sido editadas ni en la versión original ni en la reedición de 2001. En agosto de 2014 se lanzó de nuevo al mercado otra edición, pero esta vez en deluxe con 8 cds y 2 DVD en los que se presentan el disco original con extras, los conciertos de los días 10 Opening Show, 11 Dinner y Midnight shows, 12 Dinner y Midnight shows, 13 Dinner Show, y el último cd con ensayos de julio y agosto previos a su nueva temporada de verano en Las Vegas. 